# Durini

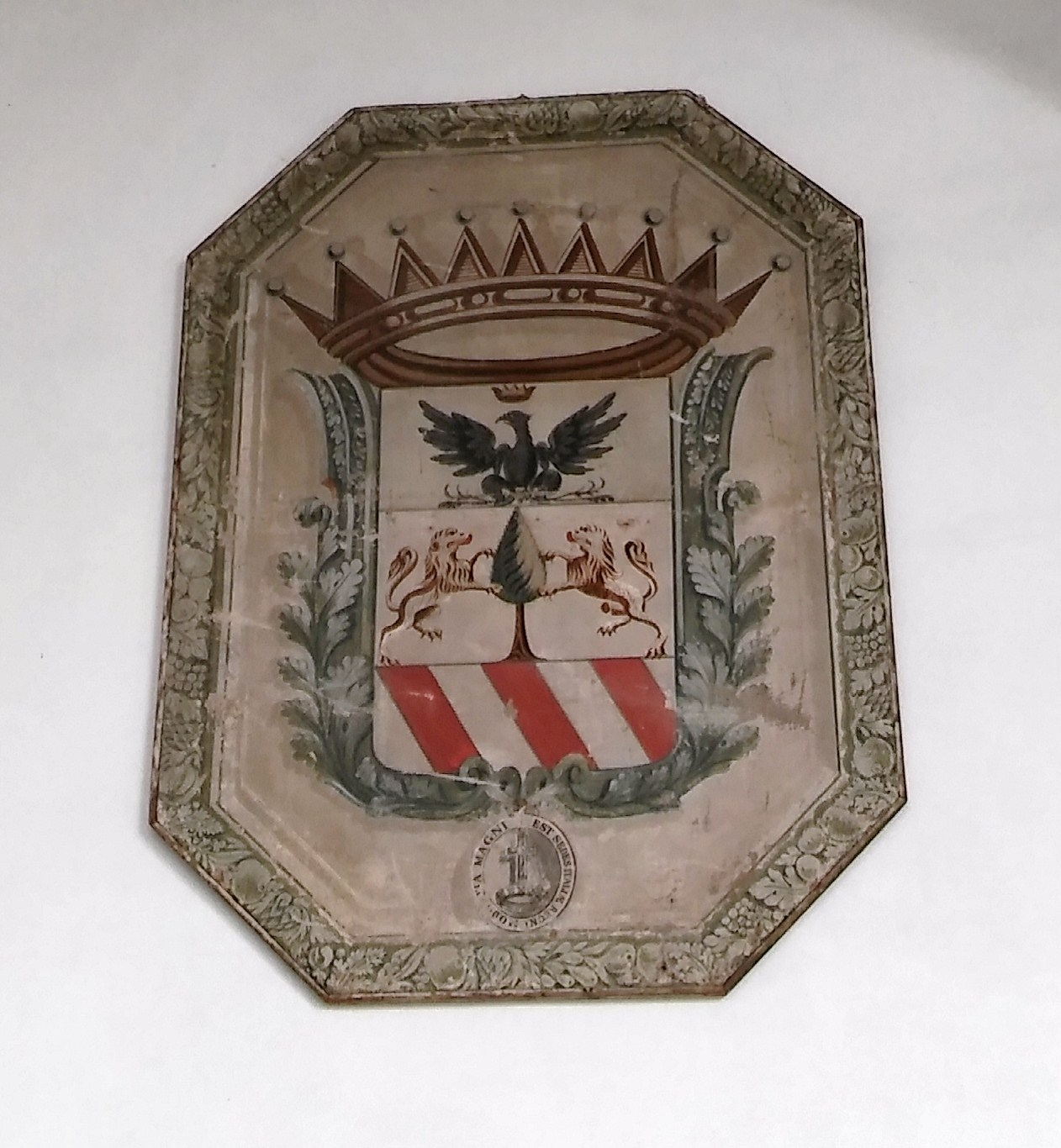
Stemma dei Durini a Villa Durini di Monza

Il Casato dei Durini è una famiglia nobile lombarda di antica origine comasca, attestata sin dal XIII secolo tra i Decurioni della città di Como, con funzioni di governo municipale e gestione fiscale. La casata si affermò nel XVI secolo come dinastia mercantile e bancaria, operante nel commercio della seta e nella finanza pubblica, sviluppando una rete di interessi tra Como, Milano e il Ducato di Milano sotto dominazione spagnola.
Trasferitisi a Milano all’inizio del XVII secolo, i Durini consolidarono il proprio status attraverso l’esercizio del credito, l’acquisto di beni fondiari e l’accesso alla nobiltà cittadina. Nel 1648 acquisirono il feudo di Monza e il titolo di Conte di Monza dagli ultimi discendenti della famiglia De Leyva, confermato da diploma di Filippo IV di Spagna nel 1652. Da allora, il titolo è rimasto legato alla linea principale della casata fino all’età contemporanea.
Nel corso dei secoli i Durini si distinsero in ambito artistico, ecclesiastico e amministrativo: tra i membri più noti vi furono Angelo Maria Durini, cardinale e mecenate, Alessandro Durini, pittore e senatore del Regno d’Italia, e Antonio Durini, podestà di Milano in epoca napoleonica. La casata fu protagonista della vita culturale lombarda tra Seicento e Ottocento, lasciando un segno nelle istituzioni, nell’urbanistica e nel mecenatismo della regione.

## Storia

### Origini

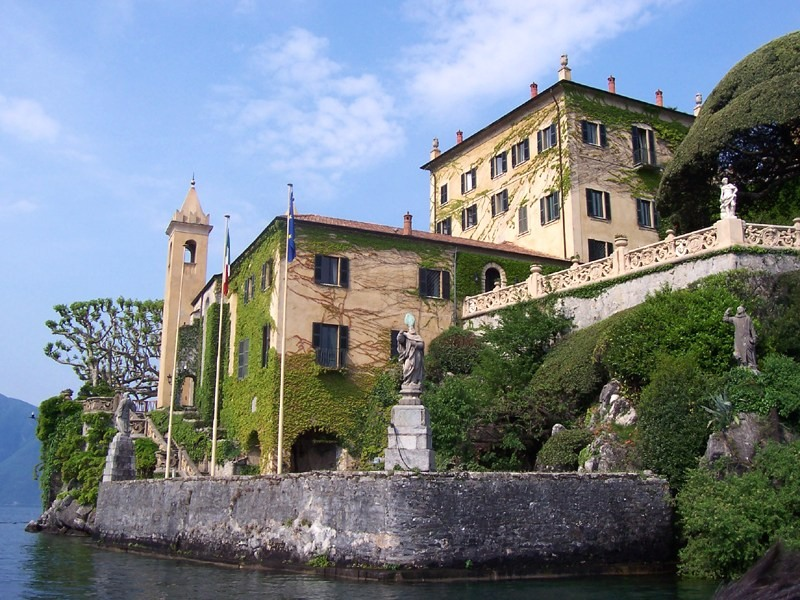
Villa del Balbianello

La famiglia Durini trae origine dal borgo di Moltrasio, sul Lago di Como, dove è attestata tra le famiglie del patriziato locale sin dal XIII secolo. Il cognome compare nei registri delle magistrature civiche e tra i Decurioni di Como, corpo rappresentativo della nobiltà cittadina, impegnato in compiti di governo urbano, vigilanza fiscale e amministrazione della giustizia.
Nel XIV secolo i Durini consolidarono la loro posizione nella vita economica e politica comasca, gestendo proprietà fondiarie e partecipando a funzioni pubbliche. Alcuni membri della famiglia risultano attivi nella riscossione delle gabelle, nella gestione delle beccarie e nella distribuzione delle forniture granarie nei borghi del territorio lariano.
Nel corso del XV secolo i Durini si distinsero anche per l’attività mercantile, inizialmente legata al piccolo traffico regionale di lane e derrate, e successivamente ampliata attraverso collegamenti con Milano, la Valtellina e il Canton Ticino. L’accumulazione di capitale, unita a una strategia matrimoniale con famiglie notabili, tra cui i Caimi, i Della Torre e i Carcano, permise al casato di affermarsi come parte della borghesia mercantile comasca tesa alla nobilitazione.
Pur mantenendo radici nel territorio comasco, sul finire del XV secolo alcuni esponenti si trasferirono a Milano, allora capitale del Ducato di Milano, attratti dalle maggiori opportunità economiche e politiche. Questo spostamento segnò l’inizio di una nuova fase per la famiglia, destinata nel secolo successivo ad assumere un ruolo di primo piano nella vita pubblica e culturale della capitale lombarda.

### XVI secolo
Nel corso del XVI secolo la famiglia Durini accrebbe la propria influenza nel Ducato di Milano, grazie alla prosecuzione delle attività mercantili e alla progressiva integrazione nella nobiltà cittadina. L’ingresso nel corpo civico milanese fu completato entro la fine del secolo, con l’ammissione nel patriziato urbano e l’acquisizione di incarichi pubblici, in particolare nel settore fiscale e finanziario.
I Durini investirono parte dei capitali accumulati in beni fondiari, case da nobile e botteghe situate nelle contrade centrali di Milano, tra cui la zona di San Giovanni in Conca e San Babila. In questo periodo iniziarono ad esercitare anche attività creditizie, divenendo fornitori di anticipazioni al fisco ducale e partecipando alla raccolta delle imposte indirette (decime, gabelle sui cereali, forniture militari).
Attraverso un abile uso delle alleanze matrimoniali e dei rapporti clientelari con funzionari della monarchia spagnola, la famiglia si assicurò protezione e visibilità presso la corte di Madrid e il Consiglio d’Italia. Alla fine del secolo, esponenti del casato risultano in contatto con alti dignitari asburgici, preludio all’ascesa nel XVII secolo che li vedrà titolari del feudo di Monza e promotori di iniziative culturali e architettoniche di primo piano.
Nel passaggio tra Cinquecento e Seicento, la famiglia poteva ormai considerarsi parte integrante della nobiltà di toga milanese, in grado di rivaleggiare con i tradizionali lignaggi feudali grazie a una combinazione di capitale finanziario, titoli giurisdizionali e relazioni diplomatiche.

### XVII secolo

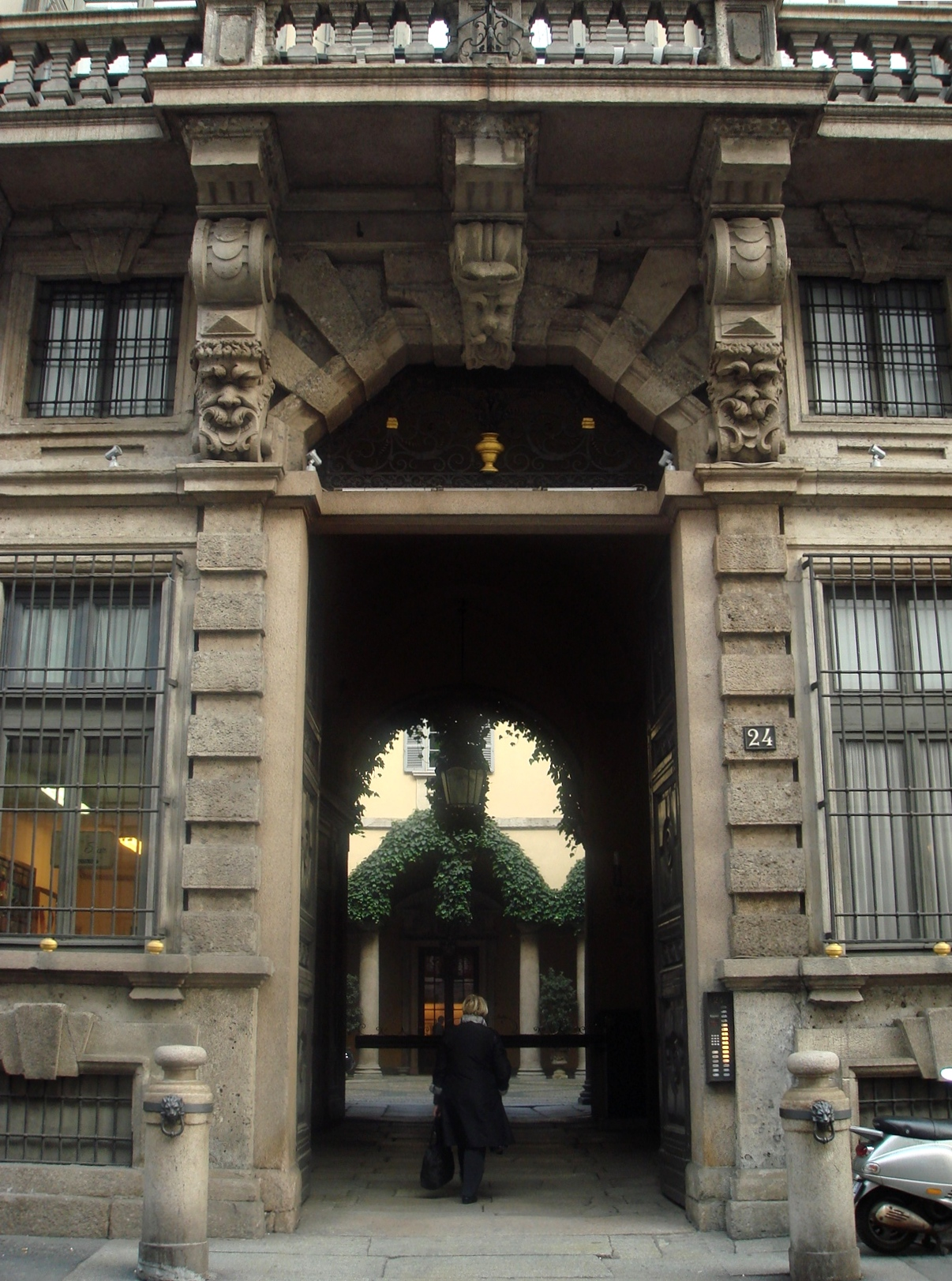
Palazzo Durini, Milano

Nel 1644 Giovanni Battista I Durini diede avvio alla costruzione di un palazzo nobiliare nel centro di Milano, in quella che divenne poi via Durini. Il progetto fu affidato all’architetto Francesco Maria Richini, esponente di rilievo del barocco lombardo, autore anche del Collegio Elvetico e di numerosi edifici civili e religiosi nella capitale del Ducato di Milano.
Nel corso del secolo, il casato consolidò la propria influenza all’interno dell’amministrazione spagnola, esercitando attività creditizie e di appalto fiscale. Documenti camerali attestano la concessione di forniture militari e prestiti alla Corona di Spagna, soprattutto nel quadro del conflitto europeo in corso e del rafforzamento della fiscalità lombarda sotto la dominazione asburgica.

#### Conti di Monza

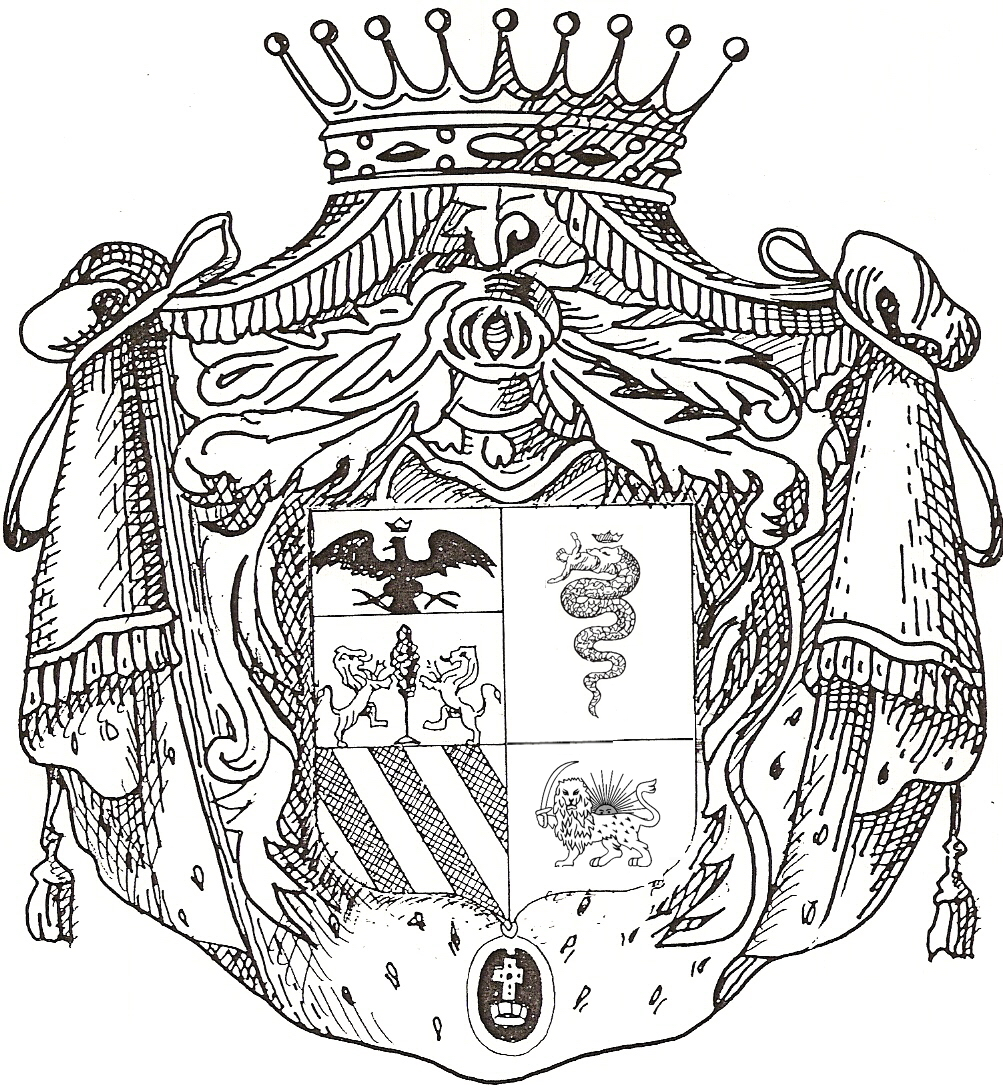
Stemma dei Durini, conti di Monza

Nel 1648 i fratelli Giovanni Battista I Durini, Giuseppe Durini e Angelo Maria Durini acquistarono il feudo di Monza dagli ultimi discendenti dei De Leyva, per un importo di 30.000 ducati d’oro napoletani. Il trasferimento dei diritti feudali fu formalmente riconosciuto da Filippo IV di Spagna con diploma rilasciato nel 1652.
Nella nuova sede comitale, il casato intraprese una riorganizzazione dell’economia locale, favorendo il rilancio dell’artigianato e del commercio attraverso misure fiscali mirate. I Durini promossero un’intensa stagione di committenza artistica, destinata al Duomo di Monza e alla basilica maggiore, chiamando maestri attivi anche a Milano, come i Procaccini, Giuseppe Nuvolone, Giovanni Battista Discepoli (detto il Zoppo), Legnanino e Sebastiano Ricci.
Il conte Gian Giacomo III Durini commissionò una grande tela raffigurante la regina Teodolinda per la decorazione dell’abside della basilica. La cappella Zavattari, in origine dedicata a San Giacomo, protettore del casato, fu ornata con un altare barocco dello scultore Giuseppe Rusnati, su disegno dell’architetto Francesco Maria Ricchino.
Il palazzo comitale, situato nell’attuale piazza Trento e Trieste, fu demolito nei primi anni del XX secolo. I Durini ampliarono inoltre la propria presenza residenziale con l’acquisizione della Villa Mirabello, successivamente ampliata da Giuseppe I Durini e affiancata dalla Villa Mirabellino. Quest’ultima fu collegata alla residenza originaria da un viale rettilineo alberato, allineato in prospettiva secondo modelli di giardino alla francese. L’intero complesso costituì il primo nucleo del futuro Parco di Monza.

### XVIII secolo

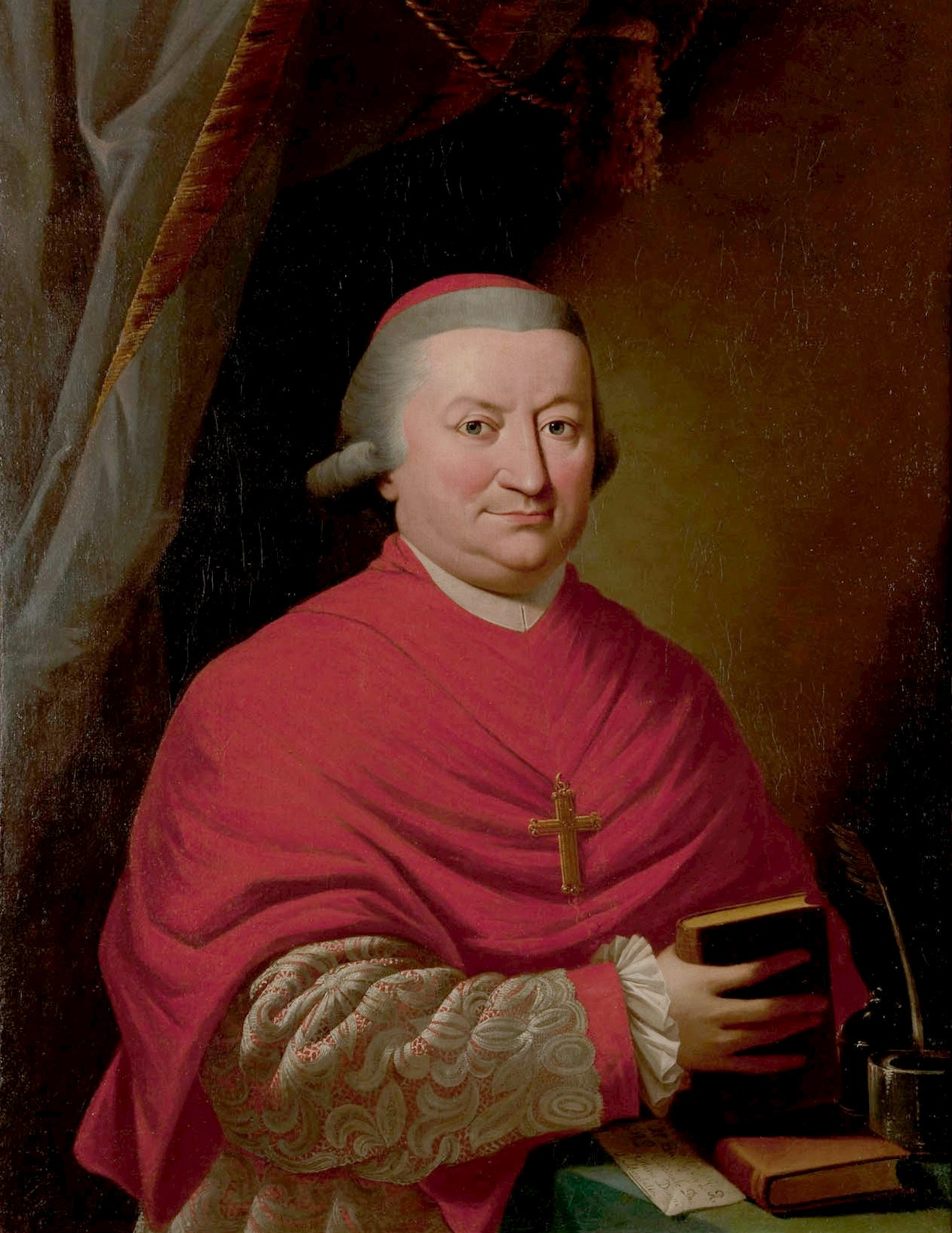
Ritratto del cardinale Angelo Maria Durini di Giosuè Sala, 1778 circa

Nel XVIII secolo il casato consolidò la propria posizione nel panorama aristocratico lombardo, sia per l’estensione patrimoniale sia per il prestigio culturale raggiunto. La presenza a Monza di Angelo Maria Durini, elevato alla dignità cardinalizia nel 1769, rese la corte duriniana uno dei principali centri mondani e intellettuali del Milanese.
La reputazione del prelato, uomo colto, diplomatico e mecenate, non passò inosservata a Maria Teresa d'Austria, la quale, alla ricerca di una sede adeguata per la residenza estiva della corte, scelse Monza anche per la presenza di un contesto nobiliare stabile e attivo. L’erezione della Villa Reale di Monza, progettata da Giuseppe Piermarini su incarico imperiale, fu favorita da tale contesto sociale e ambientale.
Nel frattempo, la casata restaurò l’antico Castello di Monza, trasformandolo all’inizio del XIX secolo in residenza di villeggiatura, secondo un progetto affidato all’architetto Carlo Amati.
Oltre alle residenze monzesi già attestate nel XVII secolo, come Villa Mirabello e Villa Mirabellino, i Durini possedevano anche Villa Durini la Grassa e Villa San Giacomo, nonché la Villa La Cazzola ad Arcore, tenuta di famiglia dal 1630 al 1892. A Merate detenevano il Palazzo Prinetti, residenza stagionale del cardinale, il quale ricopriva anche la commenda dell’abbazia di San Dionigi.
Gian Giacomo III Durini (1717–1794), IV conte di Monza, rivestì la carica di sovrintendente del Regio Ducal Teatro fino alla sua distruzione nell’incendio del 1776. Fu incaricato dalla nobiltà cittadina di negoziare con l’amministrazione imperiale la costruzione di un nuovo teatro, che verrà realizzato da Giuseppe Piermarini come Teatro alla Scala.

### XIX secolo

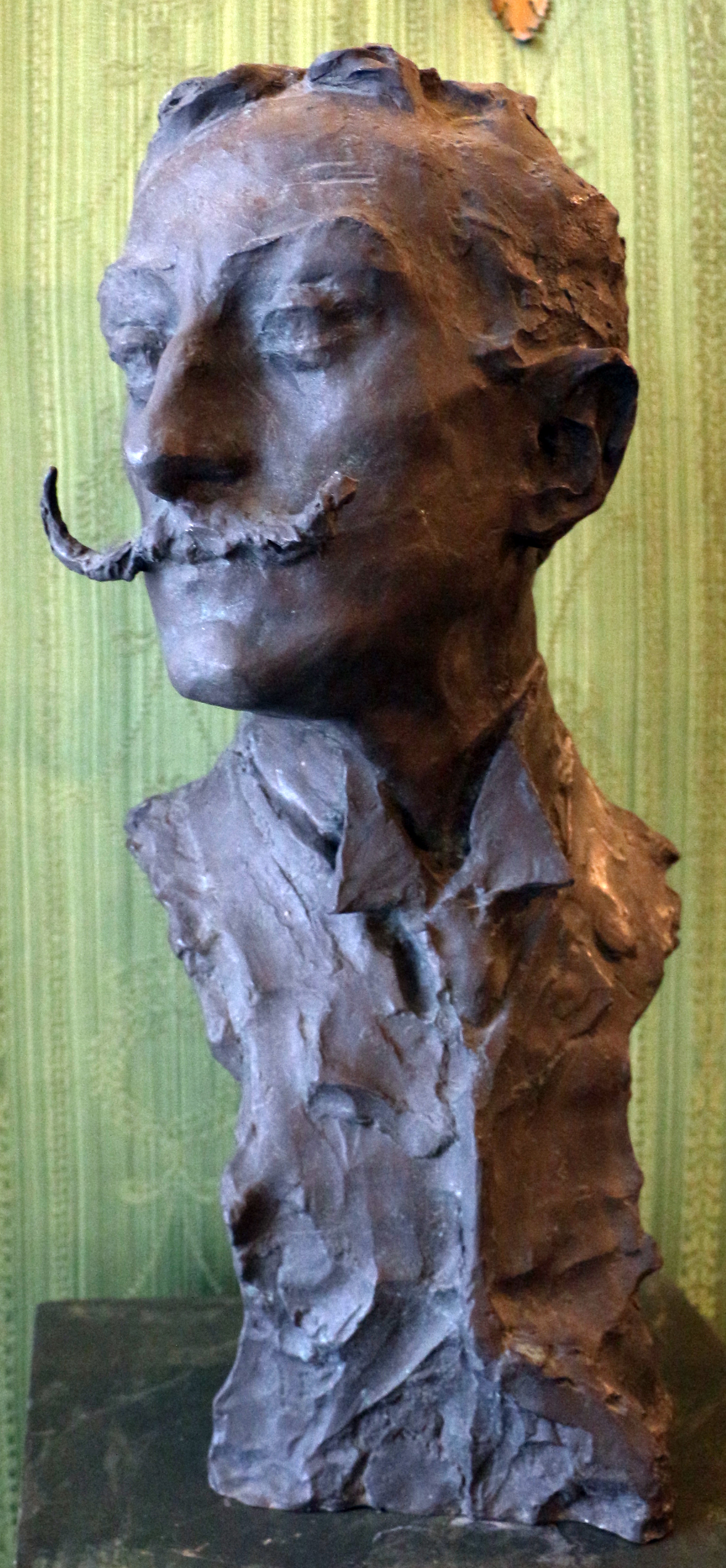
Busto di Antonio Durini

Nel corso del XIX secolo il casato mantenne una posizione rilevante all’interno del patriziato milanese, integrandosi pienamente nel nuovo assetto politico-amministrativo formatosi durante l’età napoleonica e restaurata. Le attività dei Durini si concentrarono in ambito urbano, con particolare attenzione alla vita amministrativa, alla gestione fondiaria e alla partecipazione alle istituzioni cittadine.
Antonio Durini (1770–1850), figlio di Gian Giacomo III Durini, fu nominato podestà di Milano sotto il regime napoleonico nel 1807. Confermato nella carica anche durante la Restaurazione, rimase in funzione fino al 1837, distinguendosi per l’applicazione di riforme nel settore urbano, igienico e nell’organizzazione delle opere pubbliche. Il suo ruolo fu riconosciuto come elemento di continuità tra le élite milanesi preunitarie e le nuove strutture amministrative.
Il patrimonio immobiliare fu razionalizzato in funzione delle mutate esigenze della nobiltà urbana ottocentesca: molte proprietà furono date in affitto o alienate, mentre le residenze principali, tra cui Palazzo Durini e le ville monzesi, furono oggetto di restauri o conversioni funzionali. Atti notarili e inventari fondiari attestano il graduale riassestamento del latifondo duriniano tra Milano, Monza, Merate e Arcore.
In ambito culturale, alcuni membri del casato furono coinvolti in iniziative editoriali e artistiche: risulta documentata la partecipazione a società di beneficenza, circoli musicali e accademie milanesi. Le raccolte librarie e artistiche di famiglia furono parzialmente trasferite in ambienti pubblici o donate a istituzioni religiose e scolastiche lombarde.
Nonostante il mutamento degli assetti politici e l’abolizione dei diritti feudali, i Durini conservarono per l’intero secolo una posizione di riconosciuta influenza, anche grazie al prestigio storico legato al titolo di Conte di Monza e alle relazioni personali con esponenti del clero, della magistratura e dell’amministrazione imperiale austriaca.

### Epoca recente
Durante il XX secolo diversi membri del casato continuarono a distinguersi in ambito culturale, ecclesiastico e istituzionale. Alessandro Durini (1818–1892), pittore e collezionista, fu attivo fino ai primi decenni del secolo come promotore artistico e presidente dell’Accademia di Belle Arti di Brera; parte delle sue opere e raccolte sono oggi conservate presso il Museo di Milano.
Nel 1939, Antonio Durini Litta istituì la Fondazione Alessandro Durini per la tutela del patrimonio artistico e documentario della famiglia e per la promozione delle arti figurative. La fondazione sostenne iniziative editoriali, restauri e acquisizioni per biblioteche civiche e musei lombardi.
Durante la seconda metà del secolo, il casato mantenne un ruolo nella società culturale lombarda partecipando a circoli storici e musicali, comitati per il restauro di edifici monumentali e associazioni benefiche. L’archivio privato, contenente documenti tra Seicento e Novecento, fu in parte trasferito all’Archivio di Stato di Milano e alla Biblioteca Nazionale Braidense.
Nel XXI secolo la presenza del lignaggio è ancora attiva attraverso enti, fondazioni e attività filantropiche. Alcuni discendenti sono impegnati nella valorizzazione della Villa del Balbianello, un tempo residenza del cardinale Angelo Maria Durini, oggi gestita dal Fondo per l'Ambiente Italiano.
Un contributo continuativo è stato riconosciuto nell’ambito della promozione della musica classica: la dinastia figura tra i sostenitori storici di istituzioni concertistiche milanesi, come la Società del Quartetto di Milano, ricevendo nel 2024 un riconoscimento pubblico per il secolare impegno nel settore.

## Conti di Monza (1648-1948)
Il titolo di Conte di Monza fu acquisito nel 1648 dai fratelli Durini che lo ottennero dagli ultimi discendenti della famiglia De Leyva. La concessione fu confermata da Filippo IV di Spagna con diploma del 1652. La linea titolata rimase in possesso del feudo, e successivamente del titolo onorifico, sino all’età contemporanea.
- Giovanni Battista I Durini (1612–1677), I conte di Monza, promotore della costruzione del palazzo di Milano e dell’insediamento comitale a Monza;
- Gian Giacomo I Durini (1648–1707), II conte di Monza, figlio del precedente, consolidò i possedimenti nella Brianza;
- Giovanni Battista II Durini (1685–1734), III conte di Monza, ampliò le proprietà monzesi e rurali;
- Gian Giacomo III Durini (1717–1794), IV conte di Monza, cavaliere dell’Ordine dei Santi Maurizio e Lazzaro, promotore di opere pubbliche e teatrali;
- Carlo Francesco Durini (1753–1833), V conte di Monza, cardinale, fratello del precedente;
- Alessandro Durini (1818–1892), VI conte di Monza, pittore, collezionista e presidente dell’Accademia di Belle Arti di Brera;
- Antonio I Durini (1853–1934), VII conte di Monza, promotore di iniziative culturali e benefiche;
- Gian Giacomo III Durini (1857–1938), VIII conte di Monza, mecenate e proprietario di Villa Mirabello;
- Giovanni Giuseppe Durini (1875–1963), IX conte di Monza;
- Ercole Luchino Durini (1876–1968), X conte di Monza, fratello del precedente, gestì parte dell’archivio familiare;
- Teobaldo Luca Ercole Giuseppe Durini (1932–2014), XI conte di Monza.

## Personalità di rilievo
Fra i suoi componenti si distinsero:
- Angelo Maria Durini (1725–1796), cardinale, diplomatico pontificio e colto mecenate; fu promotore di iniziative culturali e artistiche in Lombardia e fece realizzare la Villa del Balbianello, sua celebre residenza.
- Carlo Francesco Durini, V conte di Monza (1753–1833), cardinale e figura eminente della diplomazia ecclesiastica nella Roma del tardo XVIII secolo.
- Alessandro Durini (1818–1892), pittore, collezionista e senatore del Regno d’Italia; fu presidente dell’Accademia di Belle Arti di Brera e autore di vedute e ritratti esposti in mostre nazionali.
- Antonio Durini Litta (1900–1982), promotore di studi genealogici, istituì nel 1939 la Fondazione Alessandro Durini per la tutela del patrimonio culturale familiare.
- Luigi Durini (XIX secolo), ufficiale di artiglieria e membro della Società Geografica Italiana, partecipò a missioni militari e cartografiche in Africa orientale.
- Giuseppe Durini (seconda metà XIX secolo), sacerdote e studioso di liturgia, fu membro del capitolo metropolitano di Milano e autore di contributi su cerimoniale ambrosiano.
- Teresa Durini (XIX secolo), benefattrice e sostenitrice delle opere educative e assistenziali del Pio Istituto Pezzani e della Scuola di Arti e Mestieri a Monza.
- Andrea Durini (XIX–XX secolo), promotore della catalogazione degli archivi nobiliari lombardi; curò la trascrizione delle genealogie depositate presso la Biblioteca Nazionale Braidense.
- Clara Durini (prima metà XX secolo), musicista e insegnante di pianoforte, attiva nei conservatori lombardi, sostenitrice della Società del Quartetto di Milano e mecenate del Teatro alla Scala.
- Teresita Durini (nata nel XX secolo), collaboratrice della Fondazione Cini e coautrice di ricerche su collezioni d’arte lombarde tra Settecento e Ottocento.
- Ercole Teymour Durini (n. 1994), attuale promotore delle attività culturali e archivistiche del casato, collabora con il FAI – Fondo per l’Ambiente Italiano nella valorizzazione della Villa del Balbianello.

## Albero genealogico della famiglia Durini
Sono riportati i membri titolati della famiglia.
|                                        |                                                                          |                                                                          |                                                                                       |                                                                                       |                                                                                           |                                                                                           |                                                                              |                                                                              |                                                                            |                                                                              | | |                                                                             |                                                         |                                                         |                                     |                                     |
|                                        |                                                                          |                                                                          |                                                                                       |                                                                                       |                                                                                           |                                                                                           |                                                                              |                                                                              |                                                                            | Teobaldo †1477 ?                                                             | | |                                                                             |                                                         |                                                         |                                     |                                     |
|                                        |                                                                          |                                                                          |                                                                                       |                                                                                       |                                                                                           |                                                                                           |                                                                              |                                                                              |                                                                            |                                                                              | | |                                                                             |                                                         |                                                         |                                     |                                     |
|                                        |                                                                          |                                                                          |                                                                                       |                                                                                       |                                                                                           |                                                                                           |                                                                              |                                                                              |                                                                            |                                                                              | | |                                                                             |                                                         |                                                         |                                     |                                     |
|                                        |                                                                          |                                                                          |                                                                                       |                                                                                       |                                                                                           |                                                                                           |                                                                              |                                                                              |                                                                            | Martino †1512 Francesca de Papiis                                            | | |                                                                             |                                                         |                                                         |                                     |                                     |
|                                        |                                                                          |                                                                          |                                                                                       |                                                                                       |                                                                                           |                                                                                           |                                                                              |                                                                              |                                                                            |                                                                              | | |                                                                             |                                                         |                                                         |                                     |                                     |
|                                        |                                                                          |                                                                          |                                                                                       |                                                                                       |                                                                                           |                                                                                           |                                                                              |                                                                              |                                                                            |                                                                              | | |                                                                             |                                                         |                                                         |                                     |                                     |
|                                        |                                                                          |                                                                          |                                                                                       |                                                                                       |                                                                                           |                                                                                           |                                                                              |                                                                              |                                                                            | Giovanni Battista †1532 Antonia da Pobiano                                   | | |                                                                             |                                                         |                                                         |                                     |                                     |
|                                        |                                                                          |                                                                          |                                                                                       |                                                                                       |                                                                                           |                                                                                           |                                                                              |                                                                              |                                                                            |                                                                              | | |                                                                             |                                                         |                                                         |                                     |                                     |
|                                        |                                                                          |                                                                          |                                                                                       |                                                                                       |                                                                                           |                                                                                           |                                                                              |                                                                              |                                                                            |                                                                              | | |                                                                             |                                                         |                                                         |                                     |                                     |
|                                        |                                                                          |                                                                          |                                                                                       |                                                                                       |                                                                                           |                                                                                           |                                                                              |                                                                              |                                                                            | Vincenzo †1544 ?                                                             | | |                                                                             |                                                         |                                                         |                                     |                                     |
|                                        |                                                                          |                                                                          |                                                                                       |                                                                                       |                                                                                           |                                                                                           |                                                                              |                                                                              |                                                                            |                                                                              | | |                                                                             |                                                         |                                                         |                                     |                                     |
|                                        |                                                                          |                                                                          |                                                                                       |                                                                                       |                                                                                           |                                                                                           |                                                                              |                                                                              |                                                                            |                                                                              | | |                                                                             |                                                         |                                                         |                                     |                                     |
|                                        |                                                                          |                                                                          |                                                                                       |                                                                                       |                                                                                           |                                                                                           |                                                                              |                                                                              |                                                                            | Giovanni Battista †1590 Clara Busca                                          | | |                                                                             |                                                         |                                                         |                                     |                                     |
|                                        |                                                                          |                                                                          |                                                                                       |                                                                                       |                                                                                           |                                                                                           |                                                                              |                                                                              |                                                                            |                                                                              | | |                                                                             |                                                         |                                                         |                                     |                                     |
|                                        |                                                                          |                                                                          |                                                                                       |                                                                                       |                                                                                           |                                                                                           |                                                                              |                                                                              |                                                                            |                                                                              | | |                                                                             |                                                         |                                                         |                                     |                                     |
|                                        |                                                                          |                                                                          |                                                                                       |                                                                                       |                                                                                           |                                                                                           |                                                                              |                                                                              |                                                                            | Gian Giacomo *1575 †1639 Angela Civati                                       | | |                                                                             |                                                         |                                                         |                                     |                                     |
|                                        |                                                                          |                                                                          |                                                                                       |                                                                                       |                                                                                           |                                                                                           |                                                                              |                                                                              |                                                                            |                                                                              | | |                                                                             |                                                         |                                                         |                                     |                                     |
|                                        |                                                                          |                                                                          |                                                                                       |                                                                                       |                                                                                           |                                                                                           |                                                                              |                                                                              |                                                                            |                                                                              | | |                                                                             |                                                         |                                                         |                                     |                                     |
|                                        |                                                                          |                                                                          |                                                                                       |                                                                                       |                                                                                           |                                                                                           |                                                                              |                                                                              | Giovanni Battista I conte di Monza *1612 †1677 Bianca D'Adda               | Giovanni Battista I conte di Monza *1612 †1677 Bianca D'Adda                 | Maddalena †1693 1. Antonio Coriolano Visconti, conte di Lonate Pozzolo 2. Paolo Emilio Borromeo, duca di Ceri | Maddalena †1693 1. Antonio Coriolano Visconti, conte di Lonate Pozzolo 2. Paolo Emilio Borromeo, duca di Ceri |                                                                             |                                                         |                                                         |                                     |                                     |
|                                        |                                                                          |                                                                          |                                                                                       |                                                                                       |                                                                                           |                                                                                           |                                                                              |                                                                              |                                                                            |                                                                              | | |                                                                             |                                                         |                                                         |                                     |                                     |
|                                        |                                                                          |                                                                          |                                                                                       |                                                                                       |                                                                                           |                                                                                           |                                                                              |                                                                              |                                                                            |                                                                              | | |                                                                             |                                                         |                                                         |                                     |                                     |
|                                        |                                                                          |                                                                          |                                                                                       |                                                                                       |                                                                                           |                                                                                           |                                                                              |                                                                              | Gian Giacomo II conte di Monza *1648 †1707 Margherita Visconti di Saliceto |                                                                              | | |                                                                             |                                                         |                                                         |                                     |                                     |
|                                        |                                                                          |                                                                          |                                                                                       |                                                                                       |                                                                                           |                                                                                           |                                                                              |                                                                              |                                                                            |                                                                              | | |                                                                             |                                                         |                                                         |                                     |                                     |
|                                        |                                                                          |                                                                          |                                                                                       |                                                                                       |                                                                                           |                                                                                           |                                                                              |                                                                              |                                                                            |                                                                              | | |                                                                             |                                                         |                                                         |                                     |                                     |
|                                        |                                                                          |                                                                          |                                                                                       |                                                                                       | Linea primogenita Giovanni Battista III conte di Monza *1685 †1734 Isabella Anna Archinto | Linea primogenita Giovanni Battista III conte di Monza *1685 †1734 Isabella Anna Archinto |                                                                              |                                                                              |                                                                            | Linea secondogenita Giuseppe *1687 †? Costanza Barbavara                     | Linea secondogenita Giuseppe *1687 †? Costanza Barbavara                                                      | Carlo Francesco *1693 †1769 Cardinale                                                                         | Carlo Francesco *1693 †1769 Cardinale                                       | Beatrice *1696 †1766 Ottavio Casnedi, marchese di Nesso | Beatrice *1696 †1766 Ottavio Casnedi, marchese di Nesso |                                     |                                     |
|                                        |                                                                          |                                                                          |                                                                                       |                                                                                       |                                                                                           |                                                                                           |                                                                              |                                                                              |                                                                            |                                                                              | | |                                                                             |                                                         |                                                         |                                     |                                     |
|                                        |                                                                          |                                                                          |                                                                                       |                                                                                       |                                                                                           |                                                                                           |                                                                              |                                                                              |                                                                            |                                                                              | | |                                                                             |                                                         |                                                         |                                     |                                     |
|                                        |                                                                          |                                                                          |                                                                                       | Gian Giacomo IV conte di Monza *1717 †1794 Maria Anna Ruffino                         | Gian Giacomo IV conte di Monza *1717 †1794 Maria Anna Ruffino                             | Margherita †1755 Giovanni Giorgio Serponti, marchese di Mirasole                          | Margherita †1755 Giovanni Giorgio Serponti, marchese di Mirasole             |                                                                              | Angelo Maria *1725 †1796 Cardinale                                         | Angelo Maria *1725 †1796 Cardinale                                           | Carlo *1728 †1793 Maria Teresa Terzaghi                                                                       | Carlo *1728 †1793 Maria Teresa Terzaghi                                                                       |                                                                             |                                                         |                                                         |                                     |                                     |
|                                        |                                                                          |                                                                          |                                                                                       |                                                                                       |                                                                                           |                                                                                           |                                                                              |                                                                              |                                                                            |                                                                              | | |                                                                             |                                                         |                                                         |                                     |                                     |
|                                        |                                                                          |                                                                          |                                                                                       |                                                                                       |                                                                                           |                                                                                           |                                                                              |                                                                              |                                                                            |                                                                              | | |                                                                             |                                                         |                                                         |                                     |                                     |
|                                        | Carlo Francesco V conte di Monza *1753 †1833 Carolina Trotti Bentivoglio | Carlo Francesco V conte di Monza *1753 †1833 Carolina Trotti Bentivoglio | Isabella Anna *1757 †1783 Cesare Brivio Sforza, VIII marchese di Santa Maria in Prato | Isabella Anna *1757 †1783 Cesare Brivio Sforza, VIII marchese di Santa Maria in Prato | Beatrice †1789 Alessandro Freganeschi Marquieti, marchese Marquieti                       | Beatrice †1789 Alessandro Freganeschi Marquieti, marchese Marquieti                       | Antonio *1770 †1850 Giuseppina Casati                                        | Antonio *1770 †1850 Giuseppina Casati                                        |                                                                            | Angelo *1764 †1820 Antonia Manzi                                             | Angelo *1764 †1820 Antonia Manzi                                                                              | Costanza *1773 †1801 Giuseppe Camillo Trivulzio Manzoni, conte di Pontenure                                   | Costanza *1773 †1801 Giuseppe Camillo Trivulzio Manzoni, conte di Pontenure |                                                         |                                                         |                                     |                                     |
|                                        |                                                                          |                                                                          |                                                                                       |                                                                                       |                                                                                           |                                                                                           |                                                                              |                                                                              |                                                                            |                                                                              | | |                                                                             |                                                         |                                                         |                                     |                                     |
|                                        |                                                                          |                                                                          |                                                                                       |                                                                                       |                                                                                           |                                                                                           |                                                                              |                                                                              |                                                                            |                                                                              | | |                                                                             |                                                         |                                                         |                                     |                                     |
|                                        | Alessandro VI conte di Monza *1818 †1892 Guglielmina Litta Biumi         | Alessandro VI conte di Monza *1818 †1892 Guglielmina Litta Biumi         |                                                                                       |                                                                                       |                                                                                           | Luigia *1810 †1873 Giuseppe Greppi                                                        | Luigia *1810 †1873 Giuseppe Greppi                                           | Maria *1815 †1889 Gaetano Perego di Cremnago                                 | Maria *1815 †1889 Gaetano Perego di Cremnago                               | Giuseppe *1800 †1850 Carolina Bonalumi                                       | Giuseppe *1800 †1850 Carolina Bonalumi                                                                        | |                                                                             |                                                         |                                                         |                                     |                                     |
|                                        |                                                                          |                                                                          |                                                                                       |                                                                                       |                                                                                           |                                                                                           |                                                                              |                                                                              |                                                                            |                                                                              | | |                                                                             |                                                         |                                                         |                                     |                                     |
|                                        |                                                                          |                                                                          |                                                                                       |                                                                                       |                                                                                           |                                                                                           |                                                                              |                                                                              |                                                                            |                                                                              | | |                                                                             |                                                         |                                                         |                                     |                                     |
| Antonio VII conte di Monza *1853 †1934 | Antonio VII conte di Monza *1853 †1934                                   | Giacomo VIII conte di Monza *1857 †1938 Paolina Durini                   | Giacomo VIII conte di Monza *1857 †1938 Paolina Durini                                |                                                                                       |                                                                                           |                                                                                           |                                                                              |                                                                              |                                                                            | Giulio Gaetano *1839 †1907 Carolina Candiani                                 | Giulio Gaetano *1839 †1907 Carolina Candiani                                                                  | |                                                                             |                                                         |                                                         |                                     |                                     |
|                                        |                                                                          |                                                                          |                                                                                       |                                                                                       |                                                                                           |                                                                                           |                                                                              |                                                                              |                                                                            |                                                                              | | |                                                                             |                                                         |                                                         |                                     |                                     |
|                                        |                                                                          |                                                                          |                                                                                       |                                                                                       |                                                                                           |                                                                                           |                                                                              |                                                                              |                                                                            |                                                                              | | |                                                                             |                                                         |                                                         |                                     |                                     |
|                                        | Gian Giacomo IX conte di Monza *1908 †1958                               | Gian Giacomo IX conte di Monza *1908 †1958                               | Emilia †1968                                                                          | Emilia †1968                                                                          |                                                                                           |                                                                                           | Giovanni Giuseppe X conte di Monza *1875 †1963 Ernesta Brambilla di Carpiano | Giovanni Giuseppe X conte di Monza *1875 †1963 Ernesta Brambilla di Carpiano | Ercole Luchino XI conte di Monza *1876 †1968 Maria Teresa Camozzi          | Ercole Luchino XI conte di Monza *1876 †1968 Maria Teresa Camozzi            | | |                                                                             | Carlo Maria *1878 †1923 Maria Teresa Camozzi            | Carlo Maria *1878 †1923 Maria Teresa Camozzi            |                                     |                                     |
|                                        |                                                                          |                                                                          |                                                                                       |                                                                                       |                                                                                           |                                                                                           |                                                                              |                                                                              |                                                                            |                                                                              | | |                                                                             |                                                         |                                                         |                                     |                                     |
|                                        |                                                                          |                                                                          |                                                                                       |                                                                                       |                                                                                           |                                                                                           |                                                                              |                                                                              |                                                                            |                                                                              | | |                                                                             |                                                         |                                                         |                                     |                                     |
|                                        |                                                                          |                                                                          |                                                                                       |                                                                                       |                                                                                           |                                                                                           |                                                                              | Costanza Maria *1926 †? Alberto Berna                                        | Costanza Maria *1926 †? Alberto Berna                                      | Teobaldo Luca Ercole Giuseppe XII conte di Monza *1932 †2014 Eugenia Mottola | Teobaldo Luca Ercole Giuseppe XII conte di Monza *1932 †2014 Eugenia Mottola                                  | Roberta Maria *1917 †1998 Giampietro Cicogna Mozzoni                                                          | Roberta Maria *1917 †1998 Giampietro Cicogna Mozzoni                        | Giulia Maria *? †? Gian Luigi Nomis di Cossilla         | Giulia Maria *? †? Gian Luigi Nomis di Cossilla         | Carla Ernesta *? †? Massimo Fougier | Carla Ernesta *? †? Massimo Fougier |

## Palazzo Durini

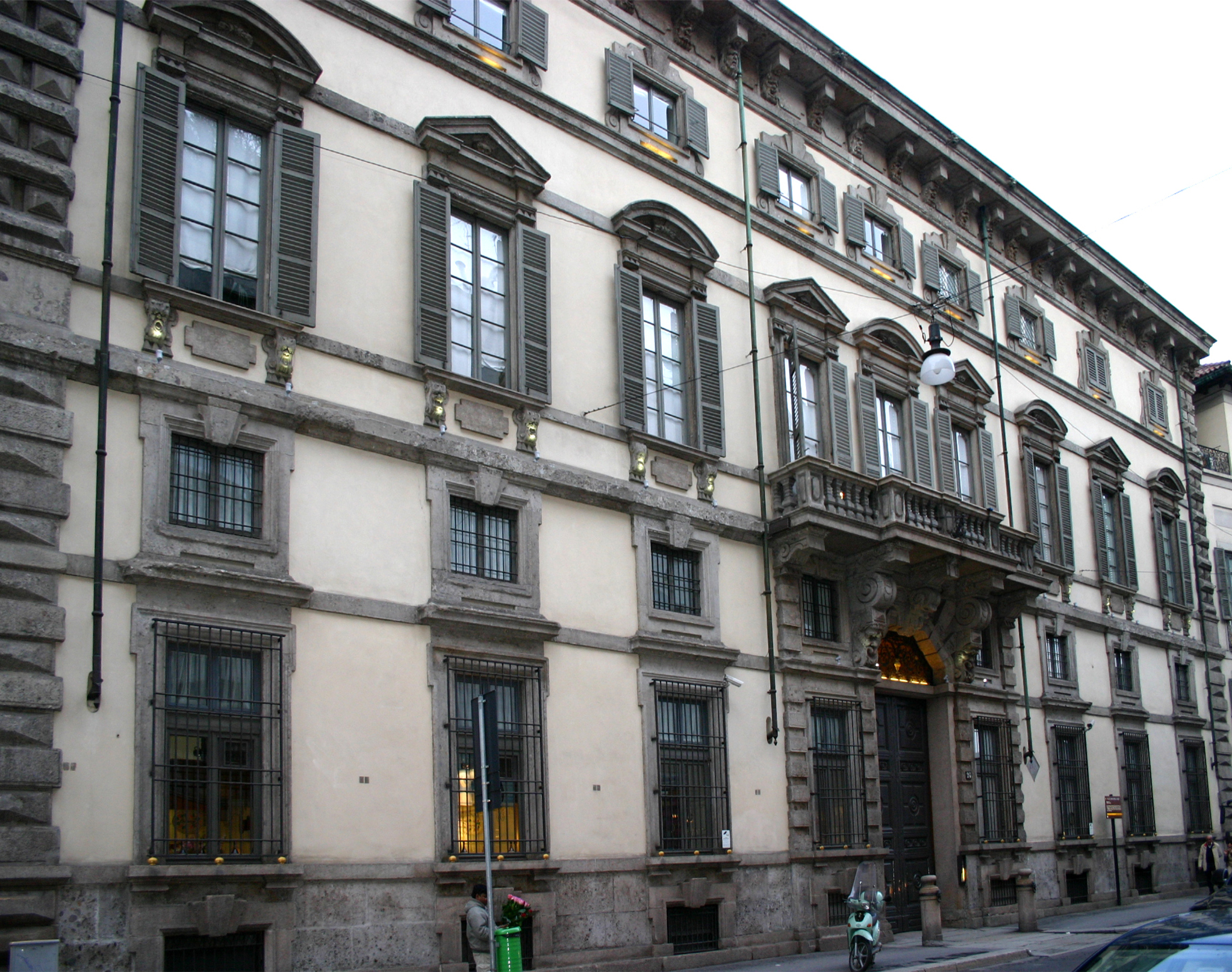
Palazzo Durini a Milano

Palazzo Durini si trova a Milano, nell'omonima via che congiunge piazza San Babila a largo Augusto ed occupa l'antica Cantarana di Porta Tosa, contrada tra il Verziere e San Babila. Viene comperato nel 1921 o 1922 da Senatore Borletti, a patto di lasciare nel palazzo Paolina Durini vita natural durante; viene restaurato sommariamente dall'architetto Piero Portaluppi tra il 1920 e il 1923 e, alla morte di Paolina nel 1925, viene venduto ai Caproni di Taliedo.
Dopo la morte di Gianni Caproni nel 1957 il palazzo viene affittato. Nel 1963 ospita il centro culturale Durini, voluto da Aldo Borletti, dotato di un teatro e di una biblioteca. Dal 1997 al 2009 una parte di Palazzo Durini ospita la sede e gli uffici dell'Inter.